# 揖斐高
揖斐 高（いび たかし、1946年9月18日 - ）は、日本の近世日本文学研究者。学位は文学博士（1999年）。近世漢詩、特に柏木如亭が専門。成蹊大学名誉教授。日本学士院会員。紫綬褒章・瑞宝重光章受章。

## 経歴
出生から修学期
1946年、福岡県で生まれた。東京大学文学部国文科で学び、1971年に卒業。同大学大学院文学研究科に進み、大学院生時代に、富士川英郎『江戸後期の詩人たち』に出会い、近世漢文学研究を志した。1976年に博士課程を単位取得満期退学。
国文学研究者(近世漢文学)として
その後は成蹊大学で教鞭を執った。1999年、学位論文『江戸詩歌論』を東京大学に提出して文学博士号を取得。2017年、日本学士院会員に選出された。
2021年1月、皇居での講書始の儀で進講を務めた。

## 受賞・栄典
- 1978年：1978年度第5回日本古典文学会賞を受賞[3]。
- 1999年：『江戸詩歌論』で第50回読売文学賞（翻訳・研究部門）を受賞[3]。
- 2010年：『近世文学の境界』で第18回やまなし文学賞を受賞[3]。
- 2010年：『近世文学の境界』で角川源義賞を受賞[3]。
- 2011年：紫綬褒章受章[3]。
- 2019年：瑞宝重光章受章[3][5]。

## 著作
- 『江戸詩歌論』汲古書院 1998
- 『遊人の抒情：柏木如亭』岩波書店 2000
- 『江戸の詩壇ジャーナリズム 「五山堂詩話」の世界』角川書店〈角川叢書〉2001
- 『近世文学の境界：個我と表現の変容』岩波書店 2009
- 『江戸の文人サロン：知識人と芸術家たち』吉川弘文館〈歴史文化ライブラリー〉2009。オンデマンド版 2019
- 『江戸幕府と儒学者：林羅山・鵞峰・鳳岡三代の闘い』中央公論新社〈中公新書〉2014
- 『蕪村：故郷を喪失した「仮名書きの詩人」』「コレクション日本歌人選 65」笠間書院 2019
- 『江戸漢詩の情景：風雅と日常』岩波書店〈岩波新書〉2022
- 『頼山陽：詩魂と史眼』岩波新書 2024

校注
- 『柏木如亭集』太平書屋 1979
- 『蕪村集・一茶集　日本の文学 古典編』ほるぷ出版 1986
  - 改題新版『蕪村一茶集』貴重本刊行会 2000
- 『江戸詩人選集 第5巻 市河寛斎・大窪詩仏』岩波書店 1990、再版2001
- 柏木如亭『詩本草』岩波文庫 2006
- 柏木如亭『訳注聯珠詩格』岩波文庫 2008
- 『頼山陽詩選』岩波文庫 2012
- 『柏木如亭詩集』全2巻、平凡社東洋文庫 2017
- 『江戸漢詩選』上下、岩波文庫 2021

編・共注
- 今関天彭『江戸詩人評伝集：詩誌「雅友」抄』(全2巻、編・解説) 、平凡社東洋文庫 2015
- 『日本詩史／五山堂詩話ほか全6篇 新日本古典文学大系 65』 清水茂・大谷雅夫共注、岩波書店 1991
- 『寝惚先生文集 狂歌才蔵集 四方のあか 新日本古典文学大系84』中野三敏・日野龍夫共注、岩波書店 1993
- 『蘐園録稿 如亭山人遺稿 梅敦詩鈔 新日本古典文学大系 64』日野龍夫・水田紀久共注、岩波書店 1997
- 『新日本古典文学大系 明治編 漢詩文集』入谷仙介・山本芳明・大谷雅夫・宮崎修多・杉下元明共注、岩波書店 2004
- 『日本の古典 江戸文学編』鈴木健一共編、放送大学教材 2006
- 『大田南畝全集』（全20巻別巻1）岩波書店 1985-2000、浜田義一郎・日野龍夫・中野三敏と編集委員